# Siddharthnagar
Der Distrikt Siddharthnagar (Hindi सिद्धार्थनगर जिला, Urdu ضلع سدھارتھ نگر) ist ein Distrikt im nordindischen Bundesstaat Uttar Pradesh. Verwaltungssitz ist die Stadt Navgarh.

## Geographie und Klima
Der Distrikt liegt im Nordosten Uttar Pradeshs an der Grenze zu Nepal in der biogeographischen Region Terai im Vorland des Himalaya. Die angrenzenden Distrikte sind Balrampur im Westen, Gonda im Südwesten, Basti und Bhadohi im Süden, sowie Maharajganj im Osten. Die Topographie ist weitestgehend flach. Die Höhe über dem Meeresspiegel variiert zwischen 80 und 89 Metern und nimmt von Süden nach Norden hin langsam zu. Die wichtigsten Fließgewässer sind Rapti, Banganga, Parasi, Kooda und Ghoongi.
Das Klima entspricht dem der Tarai-Region. Es können drei Jahreszeiten unterschieden werden: der Sommer von Mitte März bis Mitte Juni, die Monsunzeit von Mitte Juni bis Ende September und der Winter von Oktober bis Mitte März. Im Winter liegt die Minimaltemperatur bei etwa 8 °C und die Maximaltemperatur bei 23 °C und im Sommer betragen die entsprechenden Werte 25 °C bzw. 45 °C. Der größte Teil des Jahresniederschlags fällt während der Monsunzeit, während insbesondere der Sommer sehr trocken ist. Die Niederschlagsmenge nimmt von Süden nach Norden hin zu.

## Geschichte

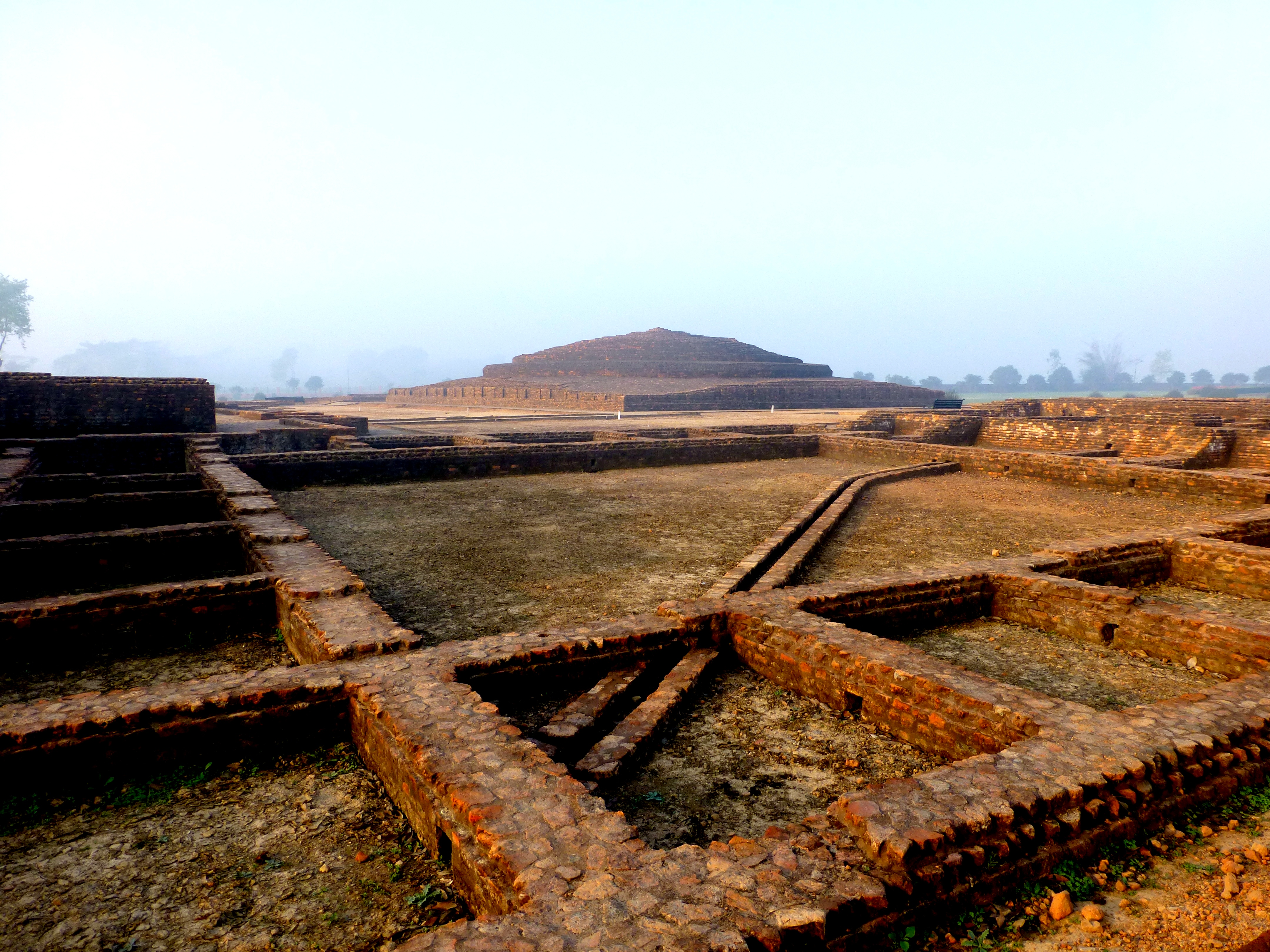
Stupa und Ruinen beim Ort Piprahwa

Der Distrikt wurde am 29. Dezember 1988 gegründet. Der Name Siddharthnagar („Ort des Siddhartha“) leitet sich von der Vermutung ab, dass sich hier die Stadt Kapilavastu, in deren Nähe der Buddha geboren sein soll, befunden habe. Diese Vermutung wurde im 19. Jahrhundert von dem britischen Indologen Alexander Cunningham, der 1863 auch die Ruinen des antiken Shravasti lokalisiert hatte, vertreten. Cunningham bezog sich dabei vor allem auf die Berichte der beiden chinesischen buddhistischen Pilgermönche Faxian und Xuanzang, die im 4./5. bzw. 6. Jahrhundert die Gegend bereist und ungefähre Ortsbeschreibungen von Kapilavastu überliefert hatten. Cunningham lokalisierte den Ort, ohne die Gegend jemals selbst betreten zu haben. Sein Assistent Archibald Campbell Carlyle bereiste 1875–76 die damaligen Distrikte Basti und Gorakhpur und vermutete das antike Kapilavastu bei Bhuila Dih im Pargana Mansurnagar des Distrikts Basti, etwa 15 Meilen westnordwestlich der Distrikthauptstadt. Archäologische Evidenzen für diese Hypothese konnten jedoch nicht erbracht werden. Im Jahr 1896 entdeckte der deutsche Indologe Alois Anton Führer eine Ashoka-Säule bei Tilaurakot in Nepal, deren Inschrift die Örtlichkeit als Geburtsort des Buddha auswies. Spätere archäologische Ausgrabungen wiesen auf den Ort Piprahwa im Distrikt Siddharthnagar als Lokalität des antiken Kapilavastu hin. Die Diskussion um die genaue Verortung Kapilavastus dauert jedoch weiter an.

## Bevölkerung
Bei der Volkszählung 2011 lag die Einwohnerzahl bei 2.559.297. Die Bevölkerungswachstumsrate in der Dekade von 2001 bis 2011 betrug 25,45 %. Siddharthnagar hatte ein Geschlechterverhältnis von 976 Frauen pro 1000 Männer. Die Alphabetisierungsrate betrug 59,25 %, was einer Steigerung von fast 17 Prozentpunkte gegenüber dem Jahr 2001 entsprach. Die Alphabetisierung lag damit allerdings deutlich unter dem Durchschnitt von Uttar Pradesh (67,7 %) und Indien (74,0 %). Knapp 69,9 % der Bevölkerung waren Hindus, 29,2 % Muslime und 0,8 % waren Anhänger sonstiger Religionen.
Die Urbanisierungsrate des Distrikts lag im Jahr 2011 bei 6,3 %.

## Wirtschaft
Bei der Volkszählung 2011 wurden 878.898 Personen als erwerbstätig gezählt. Davon waren 447.943 Vollzeitbeschäftigte (main workers) und 430.955 geringfügig Beschäftigte (marginal workers). Die Landwirtschaft war der dominierende Wirtschaftssektor. 298.360 Personen (33,9 % aller Erwerbstätigen) waren als Bauern (cultivators), 395.993 (45,1 %) als Landarbeiter (agricultural labourers), 35.756 (4,1 %) als in Heimindustrie Arbeitende und 148.789 (16,9 %) als sonstige Arbeitende registriert.